# لويس باين
لويس باين (بالإنجليزية: Louis Payne)‏ هو ممثل أمريكي، ولد في 13 يناير 1873 في بنسيلفانيا في الولايات المتحدة، وتوفي في 14 أغسطس 1954 في وودلاند هيلز، كاليفورنيا في الولايات المتحدة.

## أعمال

### أفلام
- (1940) كبرياء وتحامل

## وصلات خارجية
- لويس باين على موقع IMDb (الإنجليزية)
- لويس باين على موقع ألو سيني (الفرنسية)
- لويس باين على موقع أول موفي (الإنجليزية)
- لويس باين على موقع قاعدة بيانات برودواي على الإنترنت (الإنجليزية)
- لويس باين على موقع قاعدة بيانات الأفلام السويدية (السويدية)
- لويس باين على موقع قاعدة بيانات الفيلم (الإنجليزية)
- لويس باين على موقع كينوبويسك (الروسية)